# 難民の地位に関する条約
難民の地位に関する条約（なんみんのちいにかんするじょうやく、英語：Convention Relating to the Status of Refugees）は、1951年7月28日の難民および無国籍者の地位に関する国際連合全権委員会議で、難民の人権保障と難民問題解決のための国際協力を効果的にするため採択した国際条約。1954年4月22日、効力発生。
難民条約（なんみんじょうやく）と、略称される。

## 概要
本条約を補充するための難民の地位に関する議定書が、1967年1月31日に署名され、同年10月4日に発効した（後述）。
日本は、1981年（昭和56年）6月5日の国会承認を経て、10月3日に条約加入書寄託、10月15日に公布、1982年（昭和57年）1月1日に議定書加入と同時に発効した。
2023年4月1日現在、1951年の条約当事国数146、1967年の議定書当事国数147。
以下、条約・議定書どちらか一方のみの当事国一覧。
- 1951年の条約のみの当事国： マダガスカル、 セントクリストファー・ネイビス
- 1967年の議定書のみの当事国： カーボベルデ、 アメリカ合衆国、 ベネズエラ

## 条約の背景
難民の存在が注目され始めたのは、第一次世界大戦後にロシアやドイツなど崩壊した国から大量の難民が発生したことからである。その後、第二次世界大戦によって人類は人的損失、物的損害、精神的惨害など多様で多大な被害を受けた。この大戦の結果（一部にはそれ以前の時点でもすでに戦後と同規模の難民が発生していたとする論者もある）、政治的、社会的な変動が劇的に展開した。そのなかでも大きな変動としてあげられるのが、欧州における人類史上稀にみる大規模な難民の発生である。条約以前の段階でも既に1920年代の初頭から難民を保護するための国際的な条約や取り決めや難民を救済するための施策がとられていた。
しかし、難民の規定という問題点があった。具体的には、難民の範囲や難民への救済策、難民の保護の内容などが限られており、有効性にも不安があった。また、それらの取り決めや条約に参加する国も少数であったため、第二次世界大戦を機に生じた多くの難民を保護するには到底十分なものとはいえないものであった。それは保護、救済されない難民があふれることで現実的な問題としてその解決が国際社会に求められるようになった。そして、それらの状況を背景にして難民問題を現状よりも広汎な国際社会の協力の下で行うべきであるという考えが国際社会全体で高まった。

## 成立まで
難民問題は、戦後に創設された国際連合（UN）において世界人権宣言第14条の拠に議論されることとなった。
最初に議論となったのは、難民の地位に関する問題であった。それを議論するために、国際連合経済社会理事会の下部委員会の人権委員会によってその問題が提議され、その結果、1948年に経済社会理事会は「国際連合事務総長に対し無国籍者の保護状況について調査することを要請する」旨の決議を採択した。この決議を受けて作成されたトリグブ・リー国連事務総長の調査報告に従い、経済社会理事会は1949年（昭和24年）に「難民および無国籍者の地位に関する条約を作成することが望ましいか否かを検討し望ましいならば案文を準備するためのアド・ホック委員会を設置する」旨の決議を採択した。この決議によって設置されたアド・ホック委員会は1950年（昭和25年）に難民の地位に関する条約および、無国籍者の地位に関する議定書の草案を起草した。草案は、経済社会理事会の検討を経て、第5回国際連合総会に付託された。総会では、「この条約案および議定書案についての討議と採択のための Conference of Plenipotentiaries （全権委員会議）を開催することおよび同総会が別途採択した同条約第一条案を同会議で検討することを勧告する」旨の決議を採択した。ここで注目されるのは、この条約の検討および討議、採択などが国際連合総会ではなく、全権委員会議で行うこととした点である。その理由は、この問題は国際連合加盟国のみの参加では不十分であり、非加盟諸国にも広く参加を求めるためであった。
全権委員会議は、1951年7月にジュネーヴ（スイス）において国際連合加盟国および非加盟国の26カ国（オーストラリア、オーストリア、ベルギー、ブラジル、カナダ、コロンビア、デンマーク、エジプト、フランス、ドイツ連邦共和国、ギリシャ、バチカン、イラク、イスラエル、イタリア、ルクセンブルク、モナコ、オランダ、ノルウェー、スウェーデン、スイス、トルコ、イギリス、アメリカ、ベネズエラ、ユーゴスラビア）の代表と、オブザーバーとしてキューバ、イランの代表が出席し開催された。会議では、難民条約の草案を条文ごとに詳細に審議が行われ、7月25日、賛成24、反対および棄権0、欠席2で採択された。また、この会議では5項目の勧告を採択し、最終文書に記載された。この勧告は、難民の家族の一体性の維持などを訴え、条約が設定した範囲に拘らず広い範囲に適用されることを期待する旨の内容であった。
無国籍者の地位に関する議定書は、難民条約と同時には成立せず、さらに詳細な検討が行われ、難民条約発効の年である1954年に国際連合無国籍者に関する会議の審議を経て、「無国籍者の地位に関する条約」として採択された。

## 内容・構成
条約は第1条で「難民」の定義を定め、それに該当する者に対して、国内制度上の諸権利と保護を与えるべき旨を規定し、構成は、前文、本文46箇条（1 - 34は実体規定、35 - 46は実施規定、最終条項）、本文、附属書、付録となっている。本文は難民に対する人道支援や社会保障、帰化等について規定するが、とりわけ第31条は、「生命あるいは自由が第1条の理由で脅威にさらされる恐れのある地域から直接避難した者」に対して、その滞在の不法性に対して刑罰を科してはならないことを明記し、第33条は第1条に記された理由により生命や自由が脅かされる危険がある地域に何人も追放してはならない原則（ノン・ルフールマン原則）について規定している。
- 前文 (Background)
- 第1章　一般規定 (General Provision)
- 第2章　法的地位 (Judical Status)
- 第3章　有給の職業 (Gainful Employment)
- 第4章　福祉 (Welfare)
- 第5章　行政上の措置 (Administrative Measure)
- 第6章　実施規定及び経過規定 (Executory and Transitory Provisions)
- 第7章　最終条項 (Final Clauses)

## 難民の地位に関する議定書
難民の地位に関する議定書（なんみんのちいにかんするぎていしょ、英語：Protocol Relating to the Status of Refugees, New York Protocol) は、1967年1月31日に署名、同年10月4日に発効した国際議定書。

### 概要
条約が成立した後も、欧州だけでなく、アフリカなどの地域でも多数の難民が生じた。
しかし、難民条約には1951年1月1日以前に生じた事象の結果として生じた難民のみに対して適用されるという時限制約を設けていたため、それ以降に生じた難民には適用されないという問題点があった。そのためこの制約を取り払い、対象となる難民の範囲を時間的に拡大する必要が生じた。それらの状況を反映して、国際連合難民高等弁務官計画執行委員会は1966年の第16回の会期中に、非政府組織の難民問題の法的側面に関する会議が作成した案を起点として難民の地位に関する議定書案を作成し、これを採択した。
ここで注目すべき点は、これを条約ではなく議定書にした点である。難民の保護救済が急務である当時の状況下において、条約の改正には時間がかかり非効率なため、条約から時限制約のみを取り除くことを合意した議定書にすることで対応の迅速化を図ったのである。
この議定書案は経済社会理事会を経て、第21回国際連合総会に付託された。総会では決議をもって同議定書案を留意するとともに、ウ・タント国際連合事務総長に対して、各国の加入を促すため同議定書の送付を要請した。議定書は、1967年10月4日に発効した。

### 内容・構成
前文および11箇条から構成されている。
第1条で、難民の地位に関する条約第1条の難民の定義の時間的制約部分を削除し、地理的な部分でも条約に締結した国で締結に際し、地理的制限を付す宣言をしていない国には制約を削除する内容となっている。第2条以下は、実施規定。
- 第1条　総則 (General Provision)
- 第2条　締約国の機関と国際連合との協力 (Co-operation of the National Authorities with the United Nations)
- 第3条　国内法令に関する情報 (Information on National Legislation)
- 第4条　紛争の解決 (Settlement of Disputes)
- 第5条　加入 (Accession)
- 第6条　連邦条項 (Federal Clause)
- 第7条　留保及び宣言 (Reservations and Declarations)
- 第8条　効力発生 (Entry into Force)
- 第9条　廃棄 (Denunciation)
- 第10条　国際連合事務総長による通報 (Notifications by the Secretary-General of the United Nations)
- 第11条　国際連合事務局への寄託 (Deposit in the Archives of the Secretariat of the United Nations)
- 付録　General Assembly Resolution 2198 (xxi)